# Саид ибн Заид Аль Нахайян
Саи́д ибн Заи́д Аль Нахайя́н (араб. سعيد بن زايد بن سلطان آل نهيان‎; 1965, Эль-Айн, Протекторат Великобритании — 27 июля 2023) — член правящей королевской семьи эмирата Абу-Даби, брат Мухаммада ибн Заида Аль Нахайяна.

## Биография
Принц Саид ибн Заид был сыном эмира Абу-Даби Заида ибн Султана Аль Нахайяна от супруги Айши бинт Али Аль Дармаки. Он был младшим братом Мухаммада ибн Заида, президента ОАЭ с 2022 года.
Принц Саид ибн Заид занимал пост президента клуба «Аль-Вахда» с 1990 по 2014 год; за это время команда выиграла свои первые чемпионские звания в 1999 и 2001 годах и первый Кубок президента в промежутке между ними. С 2001 по 2002 год был одновременно президентом Ассоциации футбола ОАЭ и сыграл важную роль в выборе ОАЭ местом проведения молодёжного чемпионата мира по футболу 2003 года. Затем с 2004 по 2010 год он был членом Исполнительного совета Абу-Даби, а также был председателем Управления морского порта Абу-Даби.
Скончался 27 июля 2023 года после продолжительной болезни, был похоронен на кладбище Аль-Батин в Абу-Даби.